# Raționament deductiv
Raționamentul deductiv este o operație a gândirii ordonate prin care se obține o judecată nouă numită concluzie din două judecăți anterioare dintre care prima este denumită premisă, iar a doua termen mediu pe baza raporturilor logice dintre ele.
Un exemplu al celui mai simplu raționament deductiv:
1. Toți oamenii sunt muritori.
2. Socrates este un om.
3. Prin urmare, Socrate este muritor.

## Separare-concluzii
Inferența în care una dintre premisele este o judecată de separare, iar cea de-a doua coincide cu unul dintre membrii judecății disjunctive (1) sau neagă totul cu excepția unui singur (2). În concluzie, toți membrii sunt respinși, cu excepția celor indicate în a doua condiție (1) sau a membrilor lipsă (2).
Forme ale modurilor corecte de separare și concluzii categorice
1. Modul de aprobare-respingere {\displaystyle {\frac {A~{\dot {\lor }}~B~{\dot {\lor }}~C...,B}{\neg A,\neg C...}}} (aici este necesară o hotărâre strict separativă). Aceasta este: prima premisă: fie A, fie B, sau C ..., a doua premisă: B; concluzie (concluzie): prin urmare, nu A, nu C ....
2. Modul negativ de aprobare {\displaystyle {\frac {A\lor B\lor C...,\neg A\neg C...}{B}}}. Aceasta este: prima premisă: A sau B sau C ..., a doua premisă: nu A, nu C ...; concluzie (concluzie): prin urmare, B.